# Spinocalanus spinosus
Spinocalanus spinosus är en kräftdjursart som beskrevs av Farran 1908. Spinocalanus spinosus ingår i släktet Spinocalanus och familjen Spinocalanidae. Inga underarter finns listade i Catalogue of Life.